# Kupferstichkabinett Dresden

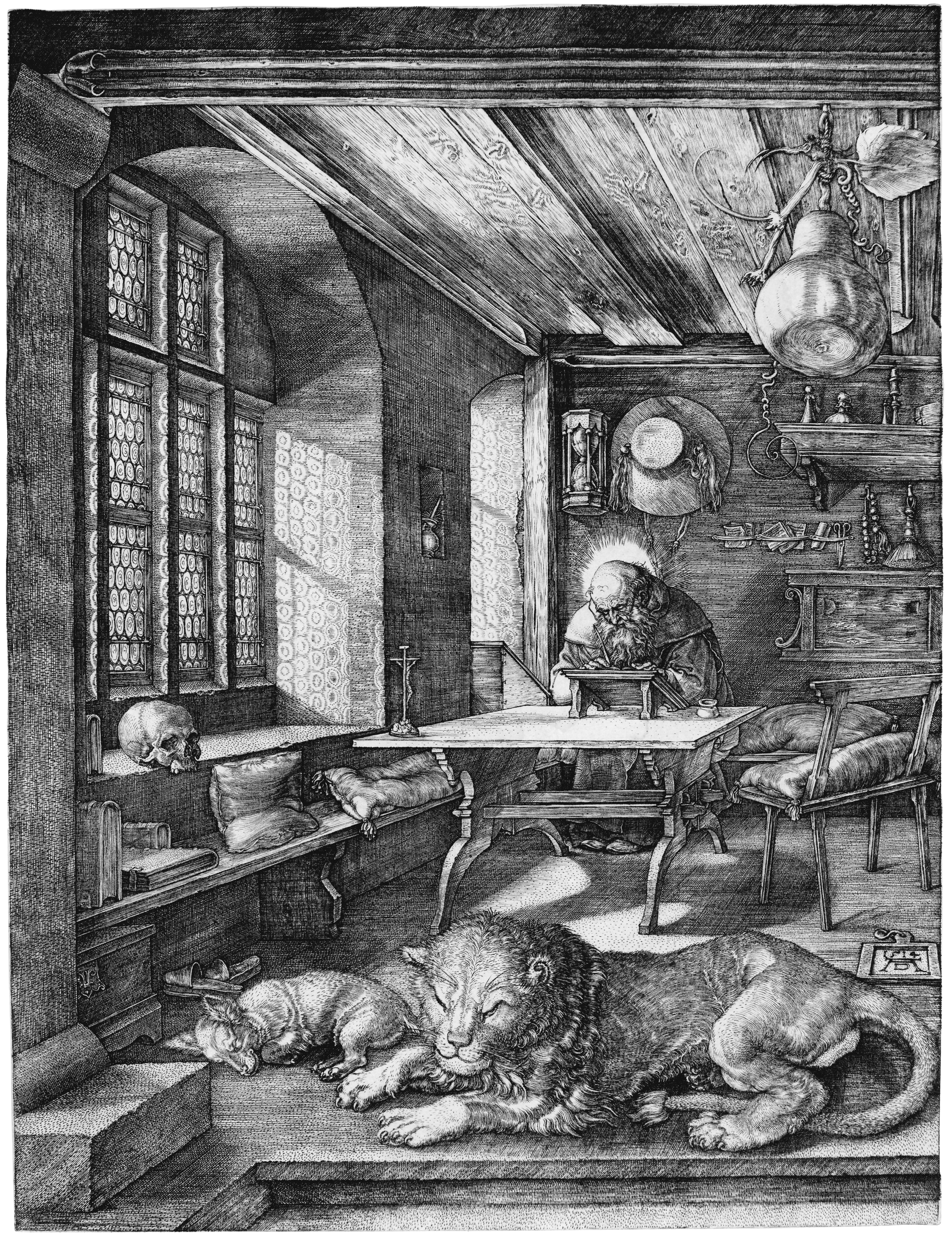
Hieronymus im Gehäus, Kupferstich von Albrecht Dürer, 1514

Das Kupferstich-Kabinett Dresden ist heute als Kunstmuseum für Zeichnung, Druckgrafik und Fotografie ein Bestandteil der Staatlichen Kunstsammlungen Dresden. Es befindet sich im Dresdner Residenzschloss.

## Geschichte
Das Kupferstich-Kabinett Dresden geht – wie viele der anderen berühmten Sammlungen in Dresden – auf die Sammlungen der Sächsischen Kurfürsten zurück. Es ging 1720 als eigenständiges Museum für Grafik und Zeichnung aus der ca. 1560 in Dresden gegründeten Kunstkammer der Wettiner hervor. Laut eigener Angabe ist es damit das älteste Museum für graphische Künste im deutschsprachigen Raum. Über die folgenden Jahrhunderte wurde die Sammlung konsequent ausgebaut.
Auch für das Kupferstich-Kabinett Dresden bedeutet die Zerstörung der Stadt im Februar 1945 einen schweren Einschnitt in die Sammlungsgeschichte. Trotz Auslagerung waren die Verluste sehr hoch. Nach dem Krieg folgte die Verbringung des berühmtesten Teils der Sammlung in die Sowjetunion. Erst Ende der 1950er Jahre kehrte die Sammlung nach Dresden zurück und wurde im Albertinum wieder zugänglich gemacht.
Seit 1988 gehört das Josef-Hegenbarth-Archiv zum Kupferstich-Kabinett.
Am 20. Februar 2004 gab der ukrainische Präsident Leonid Kutschma der Bundesregierung zwei Bände mit 142 Kupferstichen aus dem Dresdner Kupferstich-Kabinett zurück.
Im Jahr 2004 zog das Kupferstich-Kabinett Dresden in die sanierten Räumlichkeiten im zweiten Obergeschoss des Dresdner Residenzschlosses. Hier werden in dreimonatigen Wechselausstellungen zu bestimmten Themen bzw. Künstlern jeweils bis zu 200 Objekte der Öffentlichkeit gezeigt.
2008 erhielt das Kupferstich-Kabinett die Auszeichnung „Museum des Jahres“.

## Sammlung
Die sehr umfangreiche Sammlung umfasst über 500.000 Exemplare, von denen nur ein Bruchteil in den wechselnden Ausstellungen gezeigt werden kann. Zur Sammlung gehören Werke so renommierter Künstler wie Albrecht Dürer, Lucas Cranach der Ältere, Hans Holbein der Jüngere, Jan van Eyck, Rubens, Rembrandt van Rijn, Goya oder Michelangelo. Weiterhin besitzt das Kabinett eine umfangreiche Anzahl von Werken von Künstlern mit ausgeprägtem Bezug zu Dresden, wie zum Beispiel Caspar David Friedrich, Ludwig Richter und Georg Baselitz.
Im Jahr 1898 wurde von Max Lehrs, dem damaligen Direktor des Kupferstich-Kabinetts, mit dem Erwerb erster Arbeiten von Käthe Kollwitz der Grundstein für die umfassende Sammlung ihres zeichnerischen und graphischen Gesamtwerks gelegt, welche inzwischen etwa 200 ihrer Arbeiten umfasst.
Das Kupferstich-Kabinett Dresden veranstaltet regelmäßig Sonderausstellungen, die in der Regel den eigenen Bestand zeigen. Im Studiensaal können sich Besucher zu den Öffnungszeiten viele Originale individuell vorlegen lassen. In der Regel wird hierfür um eine Voranmeldung gebeten.

## Ausstellungen (Auswahl)
- 4. Oktober 2012 bis 10. November 2012: Gert & Uwe Tobias: Dresdner Paraphrasen[4]
- 19. Oktober 2017 bis 14. Januar 2018: Käthe Kollwitz in Dresden[5] (mit Katalog)[6] und Marlene Dumas in Dresden
- 26. Oktober 2018 bis 20. Januar 2019: Im Reich der Möglichkeiten. Italienische Zeichnungen des 16. Jahrhunderts[7]
- 15. Februar 2019 bis 12. Mai 2019: Tendenz Abstraktion. Kandinsky und die Moderne um 1910
- 14. Juni 2019 bis 15. September 2019: Rembrandts Strich[8] (mit Katalog)[9]
- 14. November 2020 bis 31. Mai 2021: Crossing Borders. Sammeln für die Zukunft[10] (mit Katalog)
- 10. Juni 2022 bis 11. September 2022: Anselmi bis Zuccari. Meisterzeichnungen der Sammlung Hoesch zu Gast[11] (mit Heft)[12]
- 24. August bis 17. November 2024: Caspar David Friedrich – Der Zeichner[13] (Katalog zusammen mit dem Albertinum "Caspar David Friedrich. Wo alles begann")[14]